# John Dawes
Sydney John Dawes (* 29. Juni 1940 in Abercarn, Caerphilly, Wales; † 16. April 2021) war ein walisischer Rugby-Union-Spieler und Trainer. Er war Präsident des London Welsh RFC, für den er bereits als Spieler aktiv war. Er galt als einer der besten Spieler seiner Zeit und führte die British and Irish Lions 1971 als Kapitän zum bislang einzigen Seriensieg gegen Neuseeland.
Dawes gab 1964 sein Debüt für die walisische Nationalmannschaft gegen Irland. Im folgenden Jahr gewann er mit Wales erstmals die Five Nations. Es folgten drei weitere Siege in diesem traditionsreichen Turnier. 1969 gewannen die Waliser die Triple Crown, 1971 gar den Grand Slam. Dazu kommt der Turniersieg 1966. 
Nachdem Dawes Wales 1971 als Kapitän zum Grand Slam geführt hatte, wurde er auch zum Spielführer der Lions für deren Tour nach Neuseeland bestimmt. Das damalige Team der Lions gilt als eines der besten überhaupt und bestand neben Dawes aus vielen walisischen Stars wie etwa Gareth Edwards, Barry John oder J. P. R. Williams. Letztlich gelang es das erste Mal, eine Serie gegen Neuseeland zu gewinnen. Sein letztes Länderspiel bestritt Dawes im vierten und abschließenden Spiel der Tour, das unentschieden ausging. 1973 kehrte Dawes im Trikot der Barbarians zurück und war Teil des legendären Spiels gegen die All Blacks im Cardiff Arms Park. 
Nach seinem Karriereende wurde er zum walisischen Nationaltrainer ernannt und leitete die Mannschaft in der erfolgreichsten Rugbyära in Wales. 1975 gewann Wales erneut die Five Nations, 1976 und 1978 den Grand Slam sowie 1979 die Triple Crown. 1977 führte Dawes als Trainer die Lions wieder nach Neuseeland. Ein erneuter Erfolg gegen die All Blacks war ihm jedoch nicht vergönnt.
1972 wurde er zum Officer des Order of the British Empire (OBE) ernannt.